# Джованнона «Великі Стегна» з честю збезчещена
«Джованнона „Великі Стегна“ з честю збезчещена» — італійська еротична комедія 1973 року, знятий режисером Серджо Мартіно, з Едвіж Фенек у головній ролі.

## Сюжет
Власник сироварні хоче, щоб італійський урядовець вибрав для викиду індустріальних забруднень, які створює його фабрика, інше місце. Йому стає відомо про те, що «шляхетний чиновник» має потяг до спокуси чужих дружин. Але його дружина є побожною католичкою і не надто приваблива. Тому він дає доручення своєму помічнику Маріо Альбертіні знайти йому підроблену дружину.

## У ролях
- Піппо Франко: Маріо Альбертіні
- Едвіж Фенек: Джованнона «Великі Стегна»
- Джіджі Балліста: коммендаторе Ла Ноче
- Ріккардо Гарроне: Робертуццо
- Вітторіо Капріолі: пан Педіко
- Франческа Романа Колуцці: Марі Педіко
- Даніка Ла Лоджа: сіньйора Ла Ноче
- Адріана Факкетті: секретарка Педіко
- Сандро Мерлі: монсіньйор Алатрі
- Армандо Бандіні: гомосексуальний пасажир у поїзді
- Вінченцо Крочітті: провідник спального вагона
- Сандро Дорі: сліпий божевільний на «Мазераті»
- Джино Паньяні: водій катафалка
- Луїджі Леоні: секретар монсіньйора Алатрі
- Патріція Ад'юторі: Луїзелла
- Нелло Паццафіні: Францешіно

## Знімальна група
- Режисер: Серджо Мартіно
- Сценарист: Франческо Міліція, Карло Вео, Франко Меркурі, Тіто Карпі, Лучано Мартіно
- Продюсер: Лучано Мартіно
- Художник: Джованні Наталуччі, Оскар Каппоні, Луїджі Урбані
- Оператор: Стельвіо Массі
- Композитор: Гвідо Де Анджеліс, Мауріціо Де Анджеліс